# Carbonia (Szardínia)
Carbonia település Olaszországban, Szardínia régióban, Carbonia-Iglesias megyében. Lakosainak száma 26 250 fő (2023. január 1.). Carbonia Gonnesa, Iglesias, Narcao, Perdaxius, Portoscuso, San Giovanni Suergiu és Tratalias községekkel határos.

## Népesség
A település népessége az elmúlt években az alábbi módon változott:
| Lakosok száma | 28 564 | 28 265 | 26 250 |
|               | 2017   | 2018   | 2023   |